# 岡山県道245号真金吉備線
岡山県道245号真金吉備線（おかやまけんどう245ごう まがねきびせん）は、岡山県岡山市北区を通る一般県道である。

## 概要
岡山市北区吉備津と岡山市北区平野を結ぶ。

### 路線データ
- 起点：岡山県岡山市北区吉備津（板倉交差点、国道180号交点）
- 終点：岡山県岡山市北区平野（庭瀬交差点、岡山県道151号妹尾吉備線終点、岡山県道162号岡山倉敷線交点）
- 総延長：4.01 km
- 実延長：3.15 km

## 歴史
- 1960年（昭和35年）
  - 3月18日 - 岡山県告示第335号により認定される。
  - 4月1日 - 吉備郡真金町が吉備郡高松町に編入されたことに伴い起点の地名表記が変更される。
- 1971年（昭和46年）
  - 1月8日 - 吉備郡高松町が岡山市に編入されたことに伴い起点の地名表記が変更される。
  - 3月8日 - 都窪郡吉備町が岡山市に編入されたことに伴い終点の地名表記が変更される。また、これにより全区間が岡山市域のみを通る路線になる。
- 1972年（昭和47年） - 岡山県の県道番号再編（固定番号制導入）により現行の路線名称・路線番号に変更される。

## 路線状況
岡山市北区西花尻付近に大型車通行禁止規制のしかれている狭隘箇所がある。

### 重複区間
- 岡山県道389号吉備津松島線（岡山市北区吉備津）
- 岡山県道700号岡山総社自転車道線（岡山市北区吉備津）
- 岡山県道242号川入巌井線（岡山市北区川入・川入交差点 - 岡山市北区西花尻）

## 地理

### 通過する自治体
- 岡山市（北区）

### 交差する道路
| 交差する道路                                    | 交差する場所 | 交差する場所      |
| ----------------------------------------------- | ------------ | ----------------- |
| 国道180号                                       | 吉備津       | 板倉交差点 / 起点 |
| 岡山県道389号吉備津松島線 重複区間起点          | 吉備津       |                   |
| 岡山県道700号岡山総社自転車道線 重複区間起点    | 吉備津       |                   |
| 岡山県道700号岡山総社自転車道線 重複区間終点    | 吉備津       |                   |
| 岡山県道389号吉備津松島線 重複区間終点          | 吉備津       |                   |
| 岡山県道242号川入巌井線 重複区間起点            | 川入         | 川入交差点        |
| 岡山県道242号川入巌井線 重複区間終点            | 西花尻       |                   |
| 岡山県道151号妹尾吉備線 岡山県道162号岡山倉敷線 | 平野         | 庭瀬交差点 / 終点 |

### 交差する鉄道
- 山陽新幹線

### 沿線
- 中国学園大学・中国短期大学
- 岡山市立吉備中学校
- JR西日本山陽本線 庭瀬駅